# 彭林煒
彭林煒（2000年3月22日—），台灣空架雪車運動員，2013年開始參加賽事。目前就讀宜蘭縣南澳高中。他參加的第一個國際賽事為在挪威利勒哈默爾舉行的2016年冬季青年奧林匹克運動會，參賽項目為空架雪車男子項目。他是第一位代表台灣參加冬季青年奧運空架雪車項目的運動員。